# Rosemary Wanjiru
Rosemary Monica Wanjiru (* 9. Dezember 1994) ist eine kenianische Langstreckenläuferin.

## Werdegang
Rosemary Wanjiru zog als Jugendliche nach Japan, um dort ab 2011 für das Leichtathletikteam der Aomori-Yamada-Oberschule in Aomori anzutreten. In den Jahren 2012 und 2013 stellte sie bei der nationalen Ekiden-Meisterschaft der Oberschulen (englisch All-Japan High School Ekiden Championship), einem populären Staffellauf, bei dem 5 Läuferinnen pro Schule insgesamt die Halbmarathondistanz bewältigen, auf ihrer Etappe jeweils die Abschnittsbestzeit auf. Nach dem Schulabschluss schloss sie sich 2014 dem Firmenteam der Holdinggesellschaft Starts an.
Bei ihrem ersten internationalen Einsatz im September 2015, den Afrikaspielen in Brazzaville, gewann Wanjiru knapp hinter ihrer Landsfrau Margaret Chelimo Kipkemboi Silber über 5000 Meter. In den drei folgenden Jahren trat Wanjiru vor allem in Japan an und erzielte dabei Bestzeiten von 15:08,61 min über 5000 Meter (2018) und 31:41,23 min über 10.000 Meter (2017).
Im Jahr 2019 steigerte Wanjiru ihr Leistungsniveau deutlich. Bereits zu Jahresbeginn überquerte sie beim 10K Valencia Ibercaja als Vierte in 30:50 min die Ziellinie. Im August qualifizierte sie sich bei den kenianischen Meisterschaften mit Platz 3 über 10.000 Meter für die Weltmeisterschaften in Doha, bei denen sie in einem zu Beginn taktischen Rennen in 30:35,75 min auf Rang 4 einlief. Im Folgejahr 2020 blieb sie beim erneuten Start in Valencia als Zweite vier Sekunden hinter Siegerin Sheila Chepkirui mit 29:50 min erstmals unter 30 Minuten, womit sie sich zu diesem Zeitpunkt in der ewigen Weltbestenliste über 10 Kilometer auf Rang 3 einreihte. Fünf Wochen später debütierte sie beim RAK-Halbmarathon mit 1:05:34 h über die Halbmarathondistanz, geschlagen wurde sie dabei nur von Ababel Yeshaneh und Brigid Kosgei, die in 1:04:31 h bzw. 1:04:49 h beide die alte Weltrekordzeit unterboten.
Bei ihrem Marathon-Debüt im September 2022 beim Berlin-Marathon belegte Wanjiru überraschend in 2:18:00 h den zweiten Platz.
Im März 2023 siegte Wanjiru beim Tokio-Marathon in persönlicher Bestzeit von 2:16:28 h.

## Persönliche Bestzeiten
- 3000 Meter: 8:44,24 min, 10. November 2018 in Yokohama
- 5000 Meter: 15:03,49 min, 8. Juli 2020 in Fukagawa
- 10.000 Meter: 30:35,75 min, 28. September 2019 in Doha
- 10-km-Straßenlauf: 29:50 min, 12. Januar 2020 in Valencia
- Halbmarathon: 1:05:34 h, 21. Februar 2020 in Ra’s al-Chaima
- Marathonlauf: 2:16:28 h, 5. März 2023 in Tokio